# Hyaleucerea lemoulti
Hyaleucerea lemoulti är en fjärilsart som beskrevs av William Schaus 1905. Hyaleucerea lemoulti ingår i släktet Hyaleucerea och familjen björnspinnare. Inga underarter finns listade i Catalogue of Life.